# Pterygotrigla elicryste
Pterygotrigla elicryste és una espècie de peix pertanyent a la família dels tríglids.

## Descripció
- Fa 8,3 cm de llargària màxima.
- Nombre de vèrtebres: 26-27.[4]

## Hàbitat
És un peix marí, bentopelàgic i de clima tropical que viu entre 124-138 m de fondària.

## Distribució geogràfica
Es troba des de l'Índic oriental central fins al Pacífic occidental: Austràlia.

## Observacions
És inofensiu per als humans.